# Eurydinoteloides bacchadis
Eurydinoteloides bacchadis är en stekelart som först beskrevs av Burks 1954.  Eurydinoteloides bacchadis ingår i släktet Eurydinoteloides och familjen puppglanssteklar. Inga underarter finns listade i Catalogue of Life.